# Шарпантье, Меган
Меган Шарпантье (англ. Megan Charpentier; род. 26 мая 2001, Нью-Уэстминстер, Британская Колумбия, Канада) — канадская актриса, четырёхкратная номинантка на премию «Молодой актёр».

## Биография
Меган Шарпантье начала актёрскую карьеру в возрасте 3 лет, снявшись в рекламе компании игрушек Hasbro. В 2007 году она появилась в эпизоде телесериала «Крепкий орешек Джейн». После этого в течение нескольких лет юная актриса снялась в нескольких фильмах и телесериалах в эпизодических и второстепенных ролях детей. Дважды она играла персонажей Аманды Сейфрид в детстве — в кинокартинах «Тело Дженнифер» (2009) и «Красная Шапочка» (2011).
Прорывом для Шарпантье стали роли в фильмах 2012 года «Обитель зла: Возмездие» и «Мама». В первом она исполнила роль «Красной королевы», во втором — одичавшей девочки Виктории. Работа в «Маме» принесла актрисе номинацию на премию «Молодой актёр» в категории «Лучшая актриса в полнометражном фильме».
В 2014 году Шарпантье исполнила одну из главных ролей в телефильме о Сердитой кошке «Худшее Рождество Сердитой кошки». В 2017 она появилась в нашумевшем фильме ужасов «Оно». Тогда же она была утверждена на роль Кинси в сериале «Замок и ключ».

## Фильмография
| Год  |    | Русское название                | Оригинальное название             | Роль              |
| ---- | -- | ------------------------------- | --------------------------------- | ----------------- |
| 2007 | с  | Крепкий орешек Джейн            | Painkiller Jane                   | маленькая девочка |
| 2007 | с  | Чужие в Америке                 | Aliens in America                 | маленькая Анита   |
| 2008 | тф | Миссис Клаус                    | The Christmas Clause              | Анна              |
| 2009 | тф | В поисках шторма                | Storm Seekers                     | маленькая Ли      |
| 2009 | с  | Охранник                        | The Guard                         | Элли              |
| 2009 | ф  | Тело Дженнифер                  | Jennifer's Body                   | маленькая Ниди    |
| 2009 | с  | Грань                           | Fringe                            | маленькая девочка |
| 2010 | тф | Следы опасности                 | A Trace of Danger                 | Эмили Арнольд     |
| 2009 | с  | Жизнь непредсказуема            | Life Unexpected                   | маленькая Люкс    |
| 2010 | с  | Икота                           | Hiccups                           | маленькая девочка |
| 2010 | ф  | Фрэнки и Элис                   | Frankie & Alice                   | Пэйдж в детстве   |
| 2010 | с  | Р. Л. Стайн: Время призраков    | R.L. Stine's The Haunting Hour    | Джулия            |
| 2010 | с  | Ясновидец                       | Psych                             | маленькая сестра  |
| 2011 | ф  | Красная Шапочка                 | Red Riding Hood                   | Валери в детстве  |
| 2011 | тф | Он любит меня                   | He Loves Me                       | Эмили             |
| 2012 | с  | Сверхъестественное              | Supernatural                      | Тесс              |
| 2012 | ф  | Обитель зла: Возмездие          | Resident Evil: Retribution        | Красная Королева  |
| 2013 | ф  | Мама                            | Mama                              | Виктория          |
| 2014 | с  | Мотив                           | Motive                            | Джеки Робинсон    |
| 2014 | ф  | Производитель игр               | The Games Maker                   | видение           |
| 2014 | ф  | Худшее Рождество Сердитой кошки | Grumpy Cat's Worst Christmas Ever | Кристэл           |
| 2017 | ф  | Хижина                          | The Shack                         | Кейт Филлипс      |
| 2017 | ф  | Оно                             | It                                | Грета Кин         |
| 2019 | ф  | Оно 2                           | It: Chapter Two                   | молодая Грета Кин |

## Награды и номинации
| Награды и номинации | Награды и номинации | Награды и номинации                                                                          | Награды и номинации | Награды и номинации |
| Награда             | Год                 | Категория                                                                                    | Итог                |                     |
| ------------------- | ------------------- | -------------------------------------------------------------------------------------------- | ------------------- | ------------------- |
| Молодой актёр       | 2012                | Лучшая работа в полнометражном фильме — актриса до десяти лет за фильм «Красная Шапочка»     | Номинация           |                     |
| Молодой актёр       | 2012                | Лучшая работа в телефильме или мини-сериале — актриса второго плана за фильм «Он любит меня» | Номинация           |                     |
| Молодой актёр       | 2013                | Лучшая работа в короткометражке — актриса до десяти лет за фильм The Old Woman in the Woods  | Номинация           |                     |
| Молодой актёр       | 2014                | Лучшая актриса в полнометражном фильме за фильм «Мама»                                       | Номинация           |                     |
| Лео                 | 2015                | Лучшая актриса в телефильме за фильм «Худшее Рождество Сердитой кошки»                       | Номинация           |                     |